# Олизаровщина
Олиза́ровщина (бел. Алізараўшчына) — деревня в Барановичском районе Брестской области Белоруссии. Входит в состав Городищенского сельсовета. Расположена на реке Сервеч, образующей водохранилище Кутовщина, в 36,5 км по автодорогам к северу от центра Барановичей, на расстоянии 12,5 км по автодорогам к северо-востоку от центра сельсовета, городского посёлка Городище. Население — 6 человек (2023).

## История
В 1909 году — деревня Циринской волости Новогрудского уезда Минской губернии, 11 дворов.
После Рижского мирного договора 1921 года — в составе Циринской гмины Новогрудского повета Новогрудского воеводства Польши.
С 1939 года — в составе БССР.
В 2013 году передана из упразднённого Карчёвского сельсовета в Городищенский.

## Население
По состоянию на 1 января 2023 года в деревне проживало 6 человек в 6 хозяйствах, в том числе 0 моложе трудоспособного возраста, 4 — в трудоспособном возрасте и 2 — старше трудоспособного возраста. 
| Численность населения (по переписи) | Численность населения (по переписи) | Численность населения (по переписи) | Численность населения (по переписи) | Численность населения (по переписи) |
| 1909                                | 1921                                | 1999                                | 2009                                | 2019                                |
| ----------------------------------- | ----------------------------------- | ----------------------------------- | ----------------------------------- | ----------------------------------- |
| 110                                 | ↘73                                 | ↘26                                 | ↘6                                  | ↘1                                  |